# George Habaš
George Habaš (arabsky جورج حبش‎, Džúrdž Habaš; 2. srpna 1926 Lydda – 26. ledna 2008 Ammán), známý také pod přezdívkou al-Hakím, byl palestinský politik a lékař, který v roce 1967 založil marxisticko-leninskou Lidovou frontu pro osvobození Palestiny (LFOP).

## Mládí
Narodil se v roce 1926 v Lyddě (dnešní Lod) v rodině palestinských křesťanů. Jeho otec byl bohatý obchodník. Jako dítě zpíval v kostelním sboru. Během první arabsko-izraelské války v roce 1948 přerušil studium medicíny na Americké univerzitě v Bejrútu a odcestoval do Lyddy, aby pomohl své rodině. Ještě téhož roku absolvoval spolu se svou rodinou tří denní pochod, během něhož zemřela jeho sestra. Habaš a jeho rodina byli označeni za uprchlíky a nesměli se vrátit domů. Rodina se usadila v Bejrútu. V roce 1951 dokončil studium na Americké univerzitě v Bejrútu a začal pracovat jako lékař v uprchlických táborech v Jordánsku. Mimo jiné si spolu s Wadím Haddádem otevřel kliniku v Ammánu. V té době byl přesvědčen, že Stát Izrael by měl být zničen všemi možnými způsoby. Proto v roce 1953 spolu s Wadím Haddádem založil Arabské nacionalistické hnutí.
V roce 1957 byl zapleten do pokusu o státní převrat v Jordánsku. Byl odsouzen v nepřítomnosti a v roce 1958 uprchl do Sjednocené arabské republiky (dnešní Sýrie). Již o tři roky později se však musel vrátit do Bejrútu v důsledku rozpadu Sjednocené arabské republiky.
Až do roku 1967 byl vedoucím členem Organizace pro osvobození Palestiny, avšak poté byl vůdcem Fatahu Jásirem Arafatem odsunut na vedlejší kolej. V reakci na to založil ještě téhož roku Lidovou frontu pro osvobození Palestiny.